# Eulasia bicolor
Eulasia bicolor là một loài bọ cánh cứng trong họ Glaphyridae. Loài này được Waltl miêu tả khoa học năm 1838.